# Урочище «Під Німецькою полонинкою»
Уро́чище «Під Німе́цькою полони́нкою» — ботанічна пам'ятка природи місцевого значення в Україні. Розташоване в межах Вигодської селищної громади Калуського району Івано-Франківської області, на південний схід від села Мислівка. Площа 0,8 га. Статус отриманий у 2018 році. Перебуває у віданні ДП «Вигодське лісове господарство» (Ільмянське л-во, кв. 32, вид. 34).